# 尼卡诺尔·帕拉
尼卡诺尔·塞贡多·帕拉·桑多瓦尔（西班牙語：Nicanor Segundo Parra Sandoval；1914年9月5日—2018年1月23日）是智利物理学家、诗人。出生於教师家庭，曾在智利大学、布朗大学及牛津大学就读，後在智利大学教授物理学，同时创作诗歌。在文学领域，帕拉是反诗歌运动的倡导者，其诗歌创作具有颠覆传统性和游戏性，代表作为诗集《诗歌与反诗歌》，並凭借其反诗歌作品获智利国家文学奖、塞万提斯奖等奖项。其家族则在智利音乐界具有重要地位，深刻影响了20世纪后半期智利音乐的发展趋势。

## 早年生涯
1914年9月5日，尼卡諾·帕拉出生於智利紐布萊省山區的圣法比安的一個普通家庭，是八個兄弟姊妹中的長子。他的父親尼卡諾·帕拉·阿拉爾孔（Nicanor Parra Alarcón）是一位小學教師兼音樂家。他們在聖法比安的房子也是鎮上的學校。母親羅莎·克拉拉·桑多瓦爾·納瓦雷特（Rosa Clara Sandoval Navarrete）则是一位農民出身的織布工兼裁縫，熱愛演唱民間音樂。然而，因为他父親放蕩不羈、反复無常的性格，以及家庭持續的經濟困境，加上後來在卡洛斯·伊瓦涅斯·德爾坎波將軍獨裁統治期間失業的影響，年少的尼卡諾的童年在頻繁的搬家中度過，他的父亲为此经常更换工作，而尼卡諾·帕拉本人也曾被迫辍学打工以补贴家计。他們一家起初搬到了劳塔罗，並於1919年從那裡搬到了首都圣地亚哥，在那裡，他們寄宿在堂叔父拉蒙·帕拉（Ramón Parra）的家中。之後，他們又回到了勞塔羅，甚至一度搬到了奇洛埃岛的安庫德。1927年，十二歲帕拉與全家又從勞塔羅搬到了奇廉的比利亚阿莱格雷街區，並最終在那裡定居下來。

### 創作起始
在迁居奇廉当年，帕拉進入奇廉男子高中，並在那裡完成了人文學科的五年級學習，而他也是诸兄弟中唯一在小學畢業後繼續升學的人，大概在此期间，在老师的鼓励下，帕拉也開始創作他的第一批詩歌，其風格具有感傷而華麗的巴洛克風格，这些诗歌或多或少地受到了时兴的文学风格影响:CXXXIII-CXLI。
1932年，帕拉離家前往首都圣地亚哥求学，试图进入卡拉比內羅斯學院就读，却因为经济拮据作罢，后来，在貢薩洛·拉托雷·薩拉曼卡（Gonzalo Latorre Salamanca）的斡旋下:CXXXIII-CXLI，貧困學生聯盟决定授予他獎學金，讓他得以在寄宿学校巴罗斯-阿拉纳学院就讀高中最後一學年。在学院內，除了保持优异的学习成绩，帕拉还結識了荷黑·米利亞斯、路易斯·奥亚松和卡洛斯·佩德拉薩，並與他們建立了深厚的友誼，他们在文艺领域有著極強的契合度。據帕拉自述，正是在這所寄宿學校，他開始萌生了創作一種充滿笑話和惡作劇的文学作品的想法，這也为他日后投身反诗歌运动奠定了基础。

## 大学与执教生涯

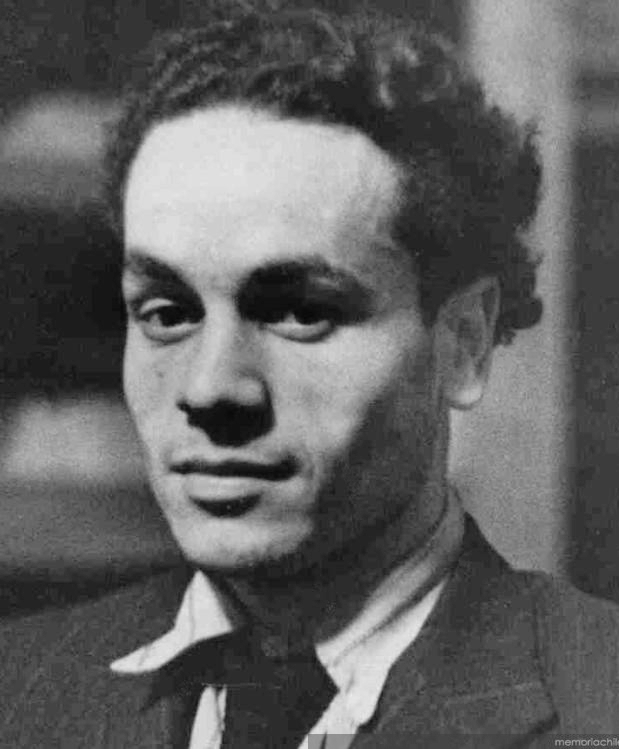
1935年的尼卡諾·帕拉

1933年，帕拉考入智利大學教育學院，主修數學和物理教育學。起初，他也曾學習工程學、法學和英語，但很快就放棄了這些學業。為了支撑学费及生活开销，他也住在母校巴罗斯-阿拉纳学院，與友人米利亞斯和佩德拉薩一起擔任督學:CXXXIII-CXLI。1935年，他们三人創辦了《新》（Nueva）雜誌，分發給寄宿學校的管理层、老師和學生，帕拉也在这本雜誌上發表了自己的作品，其中包括名為《路上的貓》（Gato en el camino）的短篇小說，這是一篇不敬的自由詩，帕拉也因此遭到了学院長的斥責:29-35。同年，《新智利詩歌選集》出版，帕拉透過這本選集認識了时兴的智利詩人，隨後，他開始從這些當代西班牙语作家的作品、法國超現實主義者和達達主義等其他歐洲先鋒派運動作品的西文譯本中汲取养分。
1937年，帕拉以数学学士的身份從智利大学毕业，在母校奇廉男子高中教授数学及物理学。同年，他出版了自己的第一本詩集《无题诗歌集》，之后也凭借此诗集在奇廉市的春節慶典上被授予“桂冠詩人”的稱號，並第一次見到了巴勃羅·聶魯達。當時，聶魯達正在為佩德羅·阿吉雷·塞爾達的總統競選活動進行政治巡迴演講:CXXXIII-CXLI。隔年，这部詩集又獲得了聖地牙哥市政府頒發的市政詩獎。而他也因此被加夫列拉·米斯特拉爾誉為“智利未來的詩人”。1939年1月，奇廉發生災難性地震，帕拉不得不返回聖地牙哥，在巴罗斯-阿拉纳學院繼續教授物理，並在工藝美術學院教授數學。同年，他的诗歌入选智利大学出版的《八位智利新詩人》集，之後又被收錄於《三位智利詩人》集中。
1943年，帕拉获得了國際教育協會的奖学金，前往美国布朗大学攻读机械学硕士学位，1946年毕业后，他回到智利大学教授力學，並於1948年一度出任大学工程學院的臨時院長。1949年，英国文化协会向他提供了奖学金，帕拉得以赴英留学，在牛津大學聖凱瑟琳學院师从愛德華·亞瑟·米爾恩学习宇宙學，在此期間，帕拉有機會如飢似渴地閱讀T.S.艾略特和莎士比亞的作品，他也因为很少出席讲座並宣稱自己是“不正经的學生”而差點失去獎學金，但在米爾恩為他辯護後，英国文化协会把他的獎學金續簽至1951年。在英国，他还與瑞典人英加·帕尔门（Inga Palmen）結婚，並将妻子带回了智利。回國当年，他與詩人恩里克·林、藝術家亞歷山卓·尤杜洛斯基合作舉辦了一个名为“胡兀鷲”（Quebrantahuesos）的展覽，這是一場用剪報製作的珂拉琪詩歌展。1954年，帕拉的第二部诗集《诗歌与反诗歌》对外出版，这部作品在拉丁美洲引起了强烈反响。

## 中年
在《诗歌与反诗歌》问世後，帕拉也受到了拉丁美洲及世界其他国家文坛的关注，他也因此多次出國旅行，受邀前往美國、秘魯、巴拿馬、墨西哥等國進行學術講座，並參加研討會和其他文學活動。1958年，他開始了漫長的歐亞之旅，曾到访苏联、意大利和西班牙。隔年，他受邀參加在北京舉行的世界和平理事會，並因此在瑞典首都斯德哥爾摩短暫停留，当时，他結識了時任瑞典學院秘書長的作家阿图尔·伦德奎斯特，並在倫德維斯特家中結識了作家松·阿克塞尔松，兩人隨後發展出一段短暫而激烈的戀情，之后，阿克塞爾松更追隨帕拉來到智利。
1960年，帕拉在康塞普西翁大學組織的首屆美洲作家會議上結識了「垮掉的一代」作家艾倫·金斯堡和勞倫斯·弗林蓋蒂。其中，弗林蓋蒂早已透過評論家荷黑·艾略特（Jorge Elliott）的译作了解了帕拉的作品。后来，對《诗歌与反诗歌》饶有兴趣的弗林蓋蒂更與多位翻译家共同翻译了这部诗集，並透过自家的城市之光书店出版。《诗歌与反诗歌》的成功也激发了帕拉的创作热情，他开始频繁地创作自己的诗集，其中便包括《沙龙的诗》、《俄罗斯歌集》、《大部头》等作品，1969年，他获得智利国家文学奖:204。

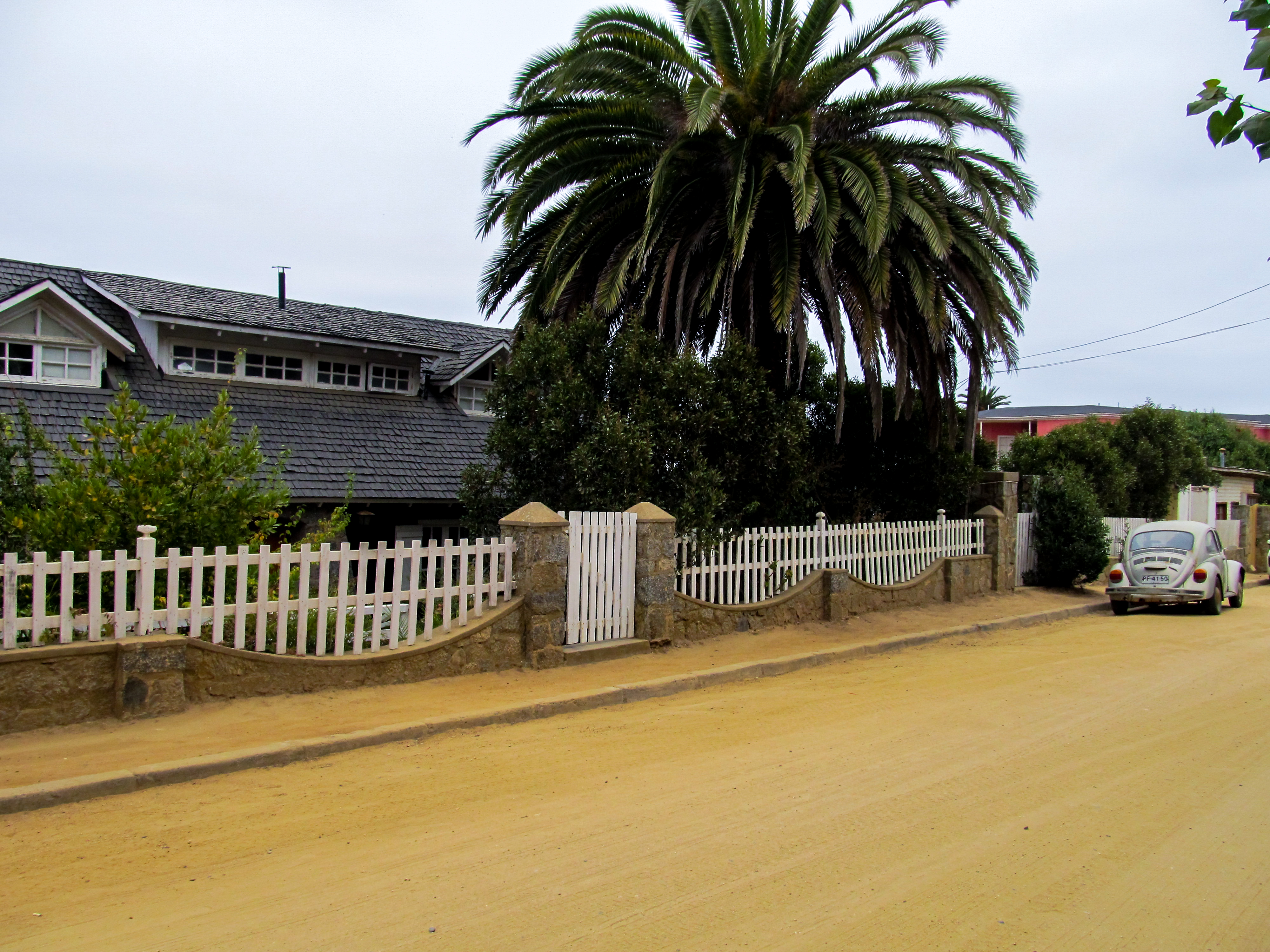
尼卡诺尔·帕拉位于拉斯克鲁塞斯的故居，從1980年至逝世前不久都住在那里

1970年4月15日，帕拉與弗朗西斯·蓬熱、耶胡達·阿米亥、荷黑·卡雷拉·安德拉德等多位左派詩人一起赴美參加由美國國會圖書館組織的國際詩歌節時，遭遇了一場长期困擾他的誤會。在旅途中，他参访了白宮，並與时任第一夫人帕特·尼克森合影，這也導致他與古巴以及其他左翼人士的關係破裂。尽管帕拉辩称與美国第一夫人的会面是偶然的，但古巴的美洲之家仍然對他非常不满，並将他逐出了美洲之家文學獎評審團，与此同时，在智利国内，《号角报》、《时代报》等左派报纸也对于他大加挞伐，而《水星日報》等右派媒体则力挺帕拉，亦为他提供了自我辩护的平台，帕拉同时也声明脱离一切，並表示自己既非右派也非左派。
1973年智利政變後，軍人皮诺切特推翻阿葉德，帕拉也再度进入智利大學物理與數學科學學院人文研究系任教。在軍事獨裁統治時期，該系成為自由思想的堡壘，並持續到军政府於1990年代下台。他也再次與恩里克·林合作，其中，帕拉將自己的物理知識與人文學科結合，以教授學生文學。同时他也藉由诗歌集《埃爾基基督的新佈道與說教》、《圣诞节歌谣》等，從非意識形態、風險更低的角度多次批判皮诺切特的独裁统治:11-17。与此同时，帕拉还接受了恩里克·林之侄克里斯蒂安·瓦恩肯的邀请，多次为瓦恩肯主办的詩歌報紙《東北》撰寫一系列專欄文章。

## 晚年及逝世
1990年代初，智利民主轉型後，尼卡诺尔·帕拉的名字及作品再次受到認可。1991年，帕拉辞去教职，此后便专心于文艺创作，1994年9月，主管文化事业的智利教育部为80岁的帕拉和当年年滿七十歲的作家何塞·多諾索举办了纪念活动，两人也都出席了。後來，圣地亚哥的迭戈·波塔萊斯大學还聘請他擔任創意寫作專案主任，這是一個相當象徵意義的職位，並以他的名字建造了一座大型圖書館。在1995年、1997年和2000年，帕拉曾三次被提名为諾貝爾文學獎得主人選，第一次受到了紐約大學的贊助。美国的西语文学专家玛莲娜·戈特利布（Marlene Gottlieb）協調组建了一個“帕拉委員會”，最終促成了紐約塞萬提斯學院向瑞典文學院提交一份由360位美國文學教授簽名的帕拉作品集。1997年，智利康塞普西翁大學於1997年提名了帕拉作为文学奖得主人选。三年後的2000年，致力於推廣帕拉作品的組織「马奇通-2000」（Machitún-2000）宣布提名帕拉为诺奖得主人选，並得到了智利大学、西班牙馬德里康普頓斯大學、華倫西亞大學的支持，但帕拉最终并没有获得诺贝尔文学奖。翌年，帕拉获得了西班牙索菲亚王后伊比利亚美洲诗歌奖。2011年12月，帕拉获得了西班牙语文学界的最高奖项米格尔·德·塞万提斯奖，不过他本人并没有出席颁奖典礼，而是由他的孙子乌加特赴西班牙代为出席。

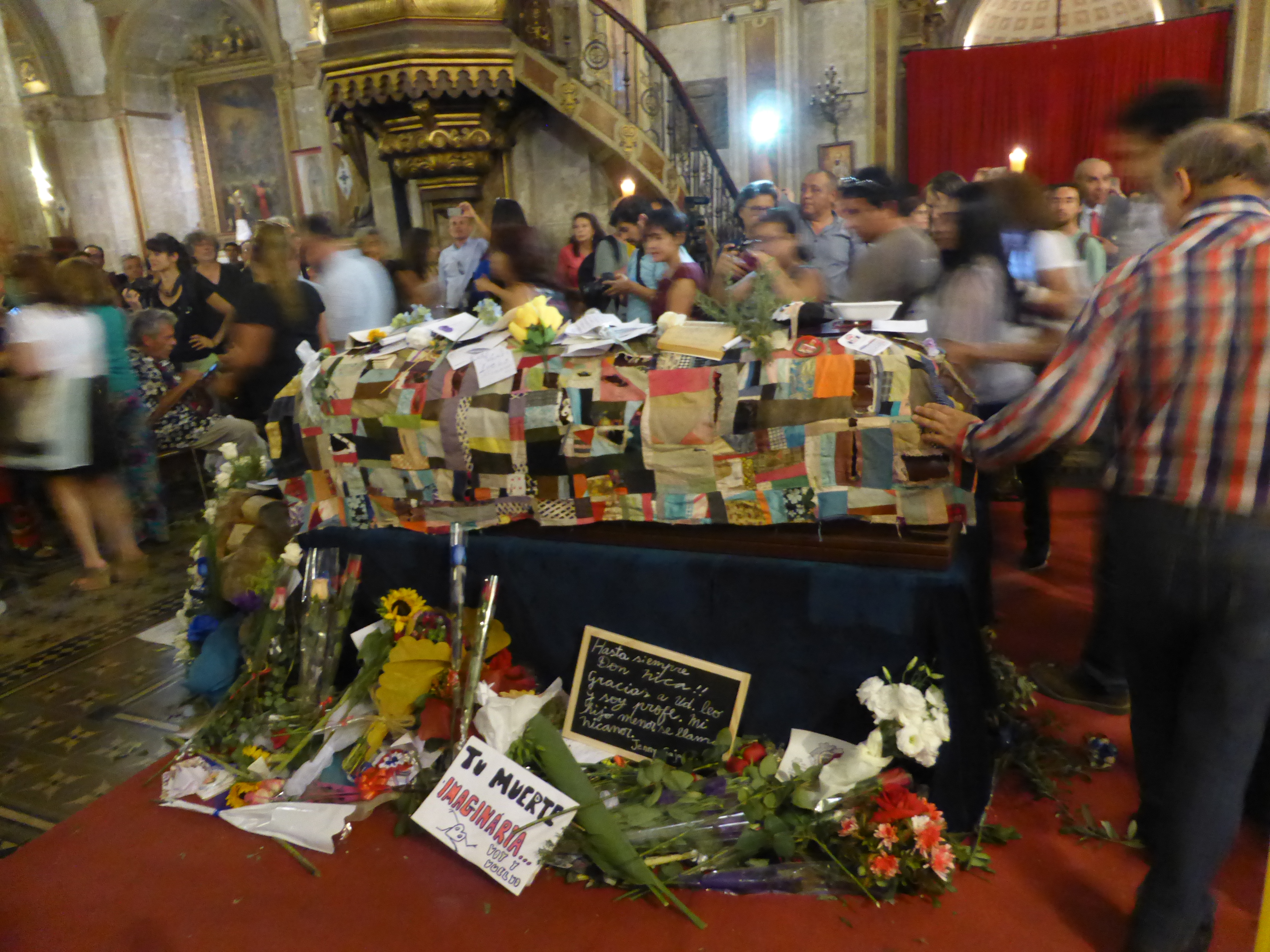
在帕拉的告别仪式现场，不少智利民众前往悼念

晚年的帕拉亦积极投身社会事务，2010年9月，一些馬普切人被智利法院指控盜竊木材和参与恐怖主义活动，並因此遭判刑入狱，但智利当局也受到侵犯人权的指控，而这些马普切人也为此进行绝食抗议活动，要求当局停止侵犯人权，並撤出驻扎於马普切社區的军警。帕拉也参与了这场绝食抗议，以表达對该国原住民权益的支持。
自获得塞万提斯奖後，尼卡诺尔·帕拉便鲜少公开活动，2014年百岁寿辰时，时任智利总统米歇尔·巴切莱特还曾前往他位在太平洋沿岸小镇拉斯克鲁塞斯的家庆祝。之后，帕拉又從拉斯克鲁塞斯搬到了圣地亚哥。2018年1月23日，帕拉在智利圣地亚哥市郊拉雷納的住家中逝世，享年103岁，同日，智利政府為此頒布為期两天的全國哀悼日，1月25日在圣地亚哥大教堂举行葬礼，不少民眾自發前往教堂悼念，总统米歇尔·巴切莱特、当选总统塞瓦斯蒂安·皮涅拉亦表示哀悼，並出席了他的葬礼，之后他的灵柩被运回瓦尔帕莱索的拉斯克鲁塞斯下葬。

## 作品
20世纪初期的智利诗坛深受现代主义的影响，魯本·達里歐、何塞·亚松森·西尔瓦、卢贡内斯等诗人主张诗歌应该摆脱古典主义及浪漫主义的束缚，其作品以形式精美、形象豐富、情調憂傷而見長，但也因为过度强调形式而缺乏感情:177。帕拉早年的诗歌作品便具有上述特征。但在比森特·维多夫罗的倡导下，先锋派诗歌也开始在智利兴起，但维多夫罗的「創造主義」（Creacionismo）却也具有脱离现实，过度追求抽象的创造特点，因此也缺乏卓越的作品，其逝世後，先锋派一度在智利式微，而巴勃罗·聂鲁达便开始引领智利诗坛:137:59-62。帕拉日后提出的反诗歌理念也在或多或少地受到了维多夫罗的影响，另外，其在英、美留学期间對埃茲拉·龐德、T.S.艾略特、威廉·布萊克和卡夫卡等人作品的研读，對佛洛伊德的精神分析學的理解以及自身對现代都市生活的体验，也對反诗歌理念的形成奠定了基础:137-138。

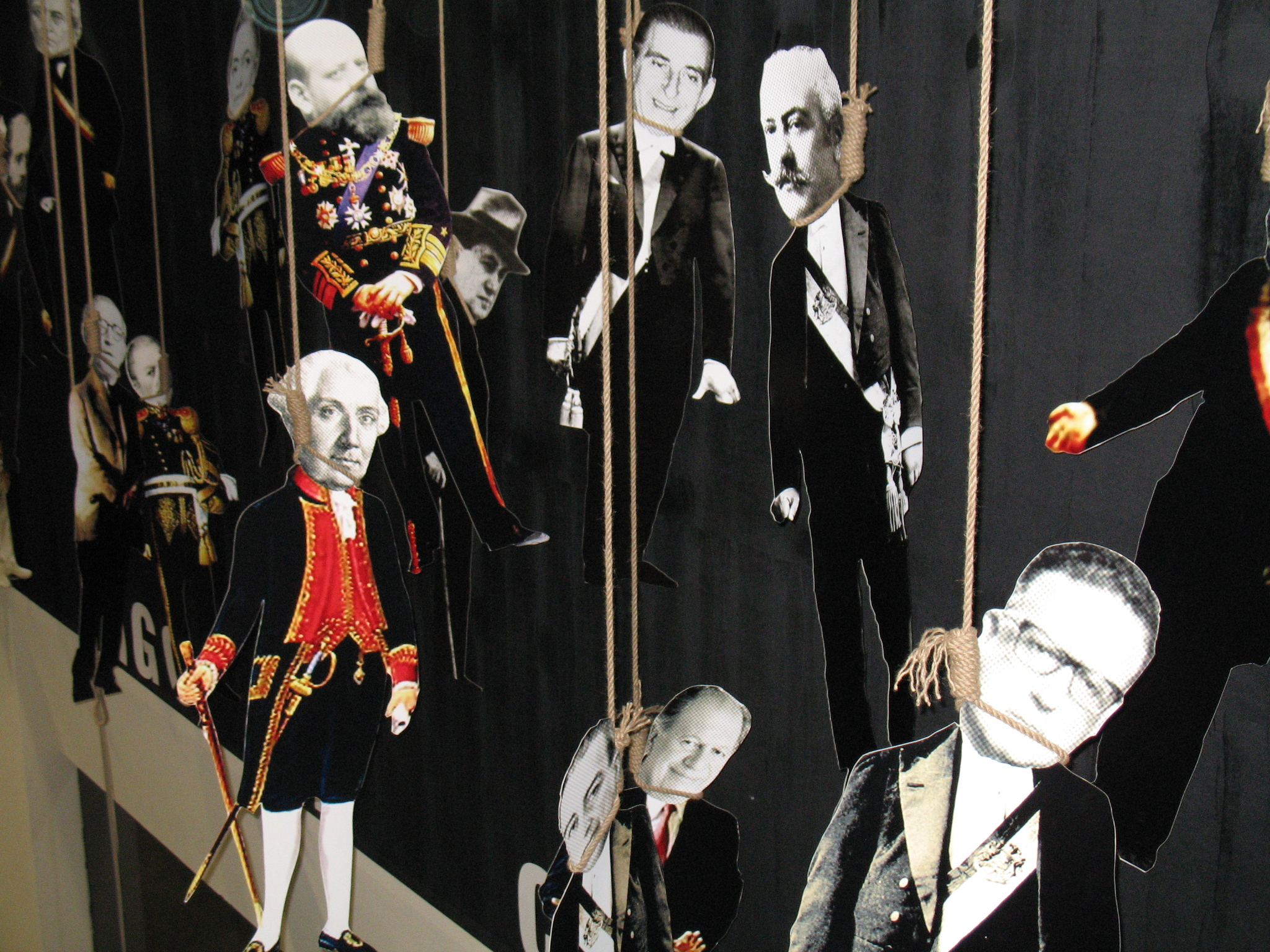
在《智利的付出》中，帕拉将智利卸任总统的照片加上了绳索吊颈

1954年，尼卡諾·帕拉的第二部诗集《诗歌与反诗歌》出版，他亦藉此正式提出了自己“反诗歌”的理念，这种理念主张作品打破既有诗歌修辞的束缚，倡导與口语、民歌相近的格律及语言表达，以反讽的风格、漫画的夸张表现自己理解的人、事、物，不使用想象或抒情的文字，反对宣扬任何宗教或主义，亦认为生活荒诞而无意义，反诗歌在一定程度上继承了维多夫罗的滑稽幽默、反科学，同时也避免了聶魯達冗長、形容詞化的寫作方式，颠覆了现实却又较维多夫罗更加贴近现实世界:137-139，这些反诗歌多以碎片化的話語拼湊而成，看似毫无逻辑，但在詩歌中又具有內在的連貫性，具有馬塞爾·杜尚的達達主義、超現實主義特点，《诗歌与反诗歌》出版後亦在西语文坛引起了巨大的反响，之後，帕拉开始執著於為反詩歌而创作自己的詩歌:204-207，並创作了《悠长的奎卡》、《沙龙的诗》、《宣言》、《俄罗斯歌集》、《大部头》、《老师们》、《紧急的诗》、《器械》、《埃爾基基督的新佈道與說教》、《反对拉撒路》、《致爱德华多·弗雷的诗歌及反诗歌》（Poema y antipoema a Eduardo Frei）、《圣诞节歌谣》、《最後的說教》、《和秃顶战斗的诗篇》等。
除了诗歌以外，尼卡诺尔·帕拉也在视觉艺术领域有所涉猎，在1952年，帕拉就曾用剪報製作的珂拉琪举办了一场名为“胡兀鷲”（Quebrantahuesos）的詩歌展，2001年，在幼女哥伦比娜的帮助下，帕拉又在马德里举办了以文字、圖像和1952年的珂拉琪等物件组成的「視覺文物」展覽，作品也体现了帕拉独有的幽默、批評和驚喜。2006年8月17日至10月6日，帕拉再度在首都聖地亞哥的拉莫內達宮文化中心舉办了一场名为“公共工程”的視覺文物展览，其中的展品《智利的付出》（El pago de Chile）由智利歷任總統（时任总统巴切莱特除外）的照片加上繩索吊頸组成，受到了参展者的关注，但为他引发了不少争议，智利文化部长还一度试图阻止这部作品的展出。

## 家庭与个人生活

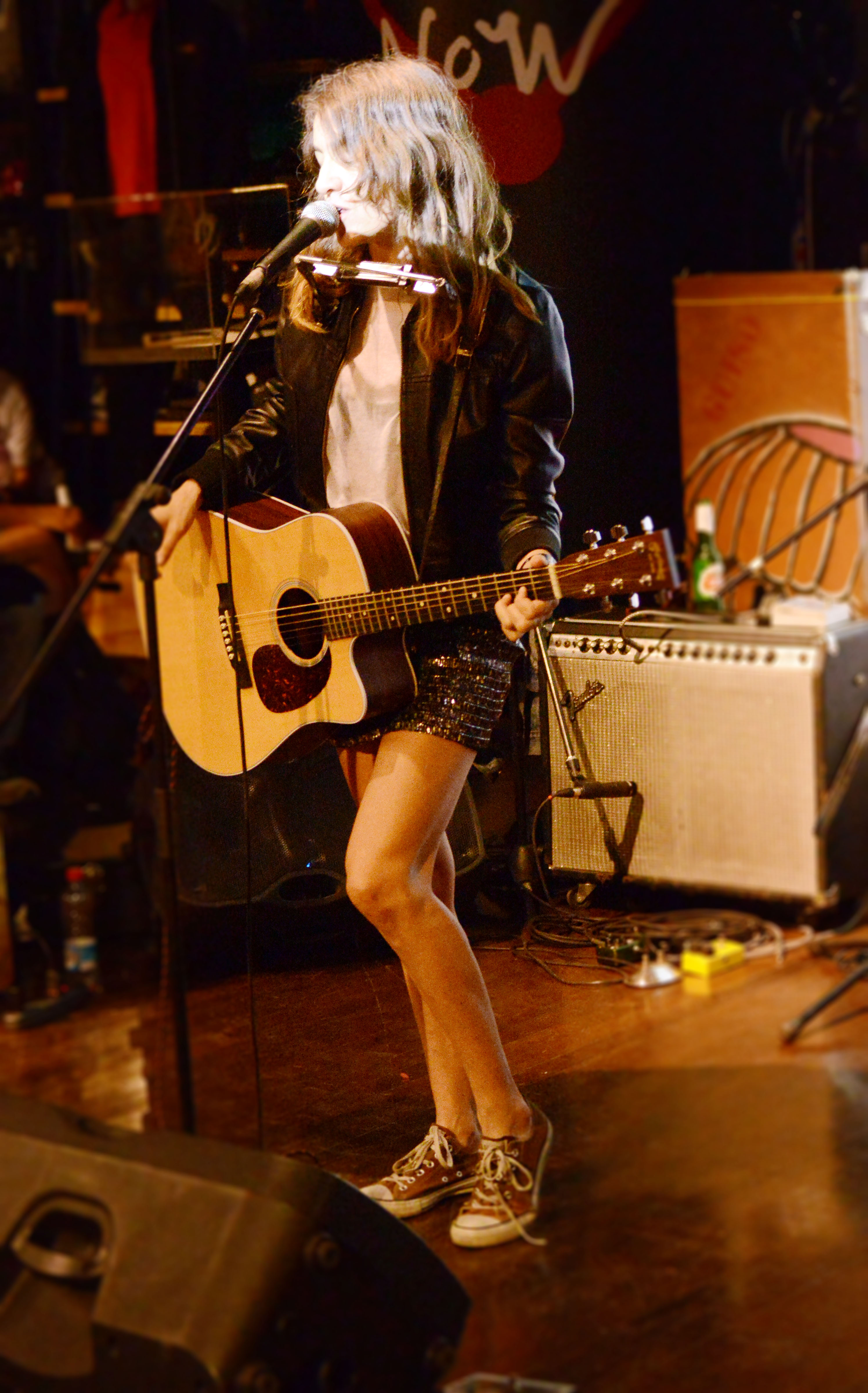
尼卡諾·帕拉的三女哥伦比娜·帕拉

尼卡諾·帕拉的家族被称为帕拉家族，其父亲尼卡諾·帕拉·阿拉爾孔與母亲羅莎·克拉拉·桑多瓦爾·納瓦雷特共育有八個子女，其中尼卡諾·帕拉是長子，與帕拉本人终身从事诗歌创作、物理学研究不同的是，帕拉的妹妹伊爾達、比奥莱塔，弟弟拉洛、罗伯托、劳塔罗、奥斯卡均从事音乐创作事业。其中比奥莱塔也是智利新歌运动的先驱之一，在智利音乐界拥有众多追随者，代表作为《感谢生活》，除了音乐创作外，亦通晓民俗学、陶艺、绘画、地毯與刺绣制作工艺，比奥莱塔的儿子安赫尔·帕拉、女儿伊莎贝尔·帕拉也是知名歌手。
尼卡諾·帕拉生性风流，曾经两度结婚，先后拥有多个女友，1940年，他迎娶了阿妮塔·特龙科索（Anita Troncoso），並與她生下了卡塔利娜、法蘭西斯卡（Francisca）两个女儿及阿尔韦托·尼卡諾（Alberto Nicanor）一个儿子，1949年，两人离婚。1951年，帕拉在英国牛津大学留学期间，與瑞典人英加·帕尔曼（Inga Palmen）结婚，但最终还是分居了。1961年，帕拉在圣地亚哥的拉雷納买下了一栋房产，並與一个名为羅西塔·穆尼奧斯（Rosita Muñoz）的女子同居，直到1969年分手，两人育有一子里卡多（Ricardo）。1969年，仰慕帕拉的努麗·圖卡（Nuri Tuca）取代穆尼奥斯，成为了帕拉的伴侣，两人育有一个女儿哥伦比娜及一个儿子胡安·德迪奧斯（Juan de Dios）。在這之后，帕拉还曾与多个女子产生恋情。帕拉的六个子女中，长女卡塔利娜是画家兼艺术教育工作者，次子里卡多是林業工程師。幼女哥伦比娜、幼子胡安·德迪奧斯则从事音乐创作事业。

## 影响与评价
自1937年获得奇廉市“桂冠詩人”称号以来，尼卡诺尔·帕拉及其诗歌作品获得了智利国内外多个文学组织的肯定，其获得的奖项包括圣地亚哥城市奖、“胡安·塞德”诗歌一等奖（Premio de Poesía Juan Said）、全国诗歌比赛奖、智利国家文学奖、美国理查德·威尔伯奖（Richard Wilbur）、普罗米修斯诗歌奖（Premio Prometeo de Poesía）、墨西哥“胡安·鲁尔福”拉丁美洲与加勒比地区文学奖、路易斯·奥亚松奖、索菲亚王后伊比利亚美洲诗歌奖、以及2011年度的米格尔·德·塞万提斯奖等。此外，他还曾获得奇廉市“杰出的儿子”、美国布朗大学、智利康塞普西翁大学及比奥比奥大学荣誉博士、英国牛津大学荣誉研究员等称号，另一方面，在1972年，诗人帕特里西奥·莱尔松迪（Patricio Lerzundi）便提名帕拉为诺贝尔文学奖得主人选，稱他是“当之无愧的得主”，但帕拉直到1995年才得到紐約大學及學者瑪蓮娜·戈特利布等人的正式提名，此后他又於1997年、2000年被提名为诺奖得主人选，不过最终并没有得奖。
曾获得诺贝尔文学奖的加夫列拉·米斯特拉爾、巴勃罗·聂鲁达两位智利诗人都很欣賞帕拉，米斯特拉尔稱之为智利“未来的诗人”，而聂鲁达则稱帕拉“我们语言的文学中最伟大的名字之一”。智利文学评论家何塞·米格尔·伊瓦涅斯-朗格洛伊斯也稱帕拉的诗歌是拉丁美洲文坛“最生动、最活跃且最有前途的作品”。美国文学评论家哈罗德·布鲁姆在帕拉的《全詩集》序文中稱其为當代西方最傑出的詩人之一:207。但也有對帕拉的文學作品持批判態度的評論家，中国学者朱景冬便指出，拉丁美洲部分评论家认为反诗歌虽然具有反抗性，但所透露的失望情绪是危险的。
智利作家罗贝托·波拉尼奥对于20世纪拉丁美洲知名作家奥克塔维奥·帕斯、加西亚·马尔克斯、伊莎贝尔·阿连德多加挞伐，但對尼卡诺尔·帕拉情有独钟，在其作品中多能寻觅到帕拉的影子，西班牙文学评论家伊格纳西奥·埃切瓦里亚也表示理解帕拉作品的影响，文学评论家便能解释波拉尼奥的诗風，波拉尼奥更與通读帕拉诗作的墨西哥作家马里奥·圣地亚哥亦创立了有别于拉丁美洲主流的「現實以下主義」文风。

## 延伸阅读
- Parra, Nicanor. . 由莫沫翻译. 中国江苏: 江苏凤凰文艺出版社. 2023-03. ISBN 9787559473530. OCLC 1408709902 （中文（中国大陆））.
- . . 由陳黎; 張芬齡翻译. 臺北市: 書林出版有限公司. 1989年  [2023-08-27]. OCLC 813754073 （中文（臺灣））.